# Masahiro Sakurai
 (mars 2020).
Si vous disposez d'ouvrages ou d'articles de référence ou si vous connaissez des sites web de qualité traitant du thème abordé ici, merci de compléter l'article en donnant les références utiles à sa vérifiabilité et en les liant à la section « Notes et références ».
Pour les articles homonymes, voir Masahiro.
Masahiro Sakurai, né le 3 août 1970 à Musashimurayama, est un concepteur de jeux vidéo japonais qui a intégré le studio HAL Laboratory en 1989. Il est le créateur du personnage Kirby, l'une des figures emblématiques de Nintendo. Il est aussi l'auteur d'une des licences les plus porteuses de la firme, celle des Super Smash Bros.. C'est dans cette même série qu'il prête sa voix au roi Dadidou depuis 2008.

## Biographie

### Carrière
En 2003, Sakurai quitte HAL Laboratory pour fonder son propre studio, Sora. Si ce départ est motivé par un désir d'indépendance, l'homme accepte néanmoins de livrer une dernière commande à Nintendo sur demande de son PDG et ami en personne, Satoru Iwata. Il s'agit de Super Smash Bros. Brawl, sorti en 2008 sur Wii. La saga Super Smash Bros continuera cependant à se décliner sur les consoles Wii U et Nintendo 3DS en 2014 toujours sous la direction du réalisateur. À l'occasion du salon E3 2018, Masahiro Sakurai annonce en personne Super Smash Bros. Ultimate sur Nintendo Switch sorti le 7 décembre 2018. Cet opus « ultime » se présente alors comme un jeu de combat apprécié par les fans de la licence et la critique, ainsi que comme un crossover important de l'industrie comprenant des personnages d'autres licences, tels que Steve de Minecraft et Kazuya de Tekken.

### Chaîne Youtube "Masahiro Sakurai on Creating Games"
Le 24 août 2022, Masahiro Sakurai lance sa chaîne Youtube, afin de pouvoir partager ses connaissances sur la création de jeu vidéo et sur l'industrie au public le plus large. La création de cette chaîne fait suite à des demandes qu'il a reçues d'enseigner le game design dans des écoles, car il préférait que ces connaissances soient accessibles à tous, peu importent leurs statuts (étudiant, indépendant, professionnel ou passionné) et peu importent leurs pays ou origine. Ce dernier point est la raison pour laquelle il a créé deux chaînes jumelles, l'une en japonais et l'autre en anglais, afin de s'assurer que la majorité puisse la comprendre.
L'objectif principal de cette chaîne est d'aborder les aspects du développement des jeux ainsi de ce qui rend le jeu amusant, comme avec les sujets de la physique de saut, la notion de "risk and reward" et le concept de jeu de Kirby's adventure. Ses vidéos ont pour objectif d'être un point de départ pour quiconque souhaitant s'intéresser à la création de jeu vidéo. C'est pour cela que ses vidéos sont courtes (environ cinq minutes en moyenne) et expliquent simplement des termes et des concepts très utilisés dans l'industrie.
Sa chaîne gagna plus de 200 000 abonnés en moins de 24 heures après sa première vidéo.

## Ludographie
- Kirby's Dream Land (1992)
- Arcana (1992)
- Kirby's Adventure (1993)
- Kirby Super Star (1996)
- Super Smash Bros. (1999)
- Kirby 64: The Crystal Shards (2000)
- Super Smash Bros. Melee (2001, Chief Director)
- Kirby Air Ride (2003)
- Kirby et le Labyrinthe des Miroirs (2004, Special Advisor)
- Meteos (2005)
- Super Smash Bros. Brawl (2008)
- Kid Icarus: Uprising (2012)
- Super Smash Bros. for Nintendo 3DS / for Wii U (2014)
- Super Smash Bros. Ultimate (2018)
- Kirby Air Riders (2025)